# Pterolophia persimilis
Pterolophia persimilis är en skalbaggsart som beskrevs av Charles Joseph Gahan 1894. Pterolophia persimilis ingår i släktet Pterolophia och familjen långhorningar.
Artens utbredningsområde är:
- Laos.
- Myanmar.
- Nepal.

Inga underarter finns listade i Catalogue of Life.